# Стрьомстад
Стрьомстад (на шведски: Strömstad) е град в югозападната част на Швеция, лен Вестра Йоталанд. Главен административен център на едноименната община Стрьомстад. Разположен е на брега на пролива Категат на 5 km от границата с Норвегия. Намира се на около 400 km на югозапад от столицата Стокхолм и на около 140 km на северозапад от центъра на лена Гьотеборг. Получава статут на търговски град (на шведски шьопинг) през 1676 г. Има пристанище и крайна жп гара. Населението на града е 6288 жители според данни от преброяването през 2010 г.